# 민다나오 전투
민다나오 전투(Battle of Mindanao)는 태평양 전쟁 중인 1945년 3월 10일부터 종전까지 필리핀 제도 민다나오에서 벌어진 일본군과 미군과 필리핀 게릴라 간의 전투이다. 미군 측에서 보면 필리핀 해방 작전의 일환으로 삼보앙가에 상륙한 ‘빅터 4호’로 남은 다바오 등의 제압 전술이었던 ‘빅터 5호’로 되어 있었다. 이미 레이테섬 전투 등으로 소모전에 당한 일본군은 고전을 거듭하고 있었다. 이 전투의 결과 남부 필리핀의 주요 부분이 연합군에 의해 확보되었다.

## 배경
1945년 2월 당시 레이테 전투는 사실상 종결되었고, 루손 전투도 고개를 넘고 있었다. 필리핀 일본군은 전력의 대부분을 상실했고, 연합군은 필리핀 일대의 제공권, 제해권을 장악하는데 성공했다. 그러나 민다나오섬을 비롯해 세부와 네그로스섬 등 필리핀 중남부의 섬에서는 여전히 고립된 일본군이 잔존하고 있었다.

### 연합군의 전략
필리핀 전역의 군사적 해방을 열망했던 맥아더 장군의 지시에 따라 미군을 중심으로 한 연합군 부대는 이 섬의 소탕 작전을 실시했다. 일련의 ‘빅터 작전’이 수립되었고, 그 중 4호와 5호는 민다나오섬에 관한 작전이었다. 또한 맥아더 장군의 심중에는 공을 계속 세워 일본 본토 침공 작전에서 지휘관의 지위를 획득하고 싶다는 포부도 있었다. 이 소탕 작전에는 네덜란드령 동인도와 일본과의 자원 항로를 완전히 차단하고 네덜란드령 동인도의 침공 거점을 얻을 수 있는 군사적 의미도 있었다.

### 일본군의 전략
일본 육군은 민다나오섬과 레이테섬을 스즈키 소사쿠 중장이 사령관으로 있었던 제35군이 담당하고 있었다. 레이테섬의 제35군 사령부를 빼내어 민다나오섬에 배치하여 ‘영구 항전 태세’를 구축하려고 생각하고 있었다. 민다나오섬에는 제30사단(사단장 : 스즈키 소사쿠 중장)과 제100사단 (사단장 : 하라다 지로 중장) 독립 혼성 제54여단 (여단장 : 키타후지 요시 소장) 등이 주둔하고 있었다. 이것은 루손섬을 제외하고, 필리핀에 잔존한 일본군 중 가장 큰 병력이었다. 다만, 제30사단은 예하 3개 보병 연대 중 2개를 레이테섬에 증원군으로 보내버렸기 때문에 전력은 반감되어 있었다. 다른 두 부대도 치안 유지 임무를 맡았던 경갑 부대로 원래부터 큰 전력은 되지 못했다. 삼보앙가에 독립혼성 제54여단, 다바오에 제100사단이 배치되었고, 제30사단은 북쪽의 카가얀데오로에서 중부 일대에 걸쳐 넓게 분산 배치되어 있었다. 섬은 필리핀 게릴라 활동이 매우 활발했고, 넓은 지역에 분산된 일본군의 제대로 된 연락을 유지하지 못했으며, 결과적으로 각개 격파를 당하게 되었다. 이밖에 제32특근부대와 육군 제2비행사단이 있었지만, 함정과 항공기는 대부분 손실되어 있었다. 제32 특근군단 예하의 제33 경비대에 삼보앙가를 지키게 했고, 그 외에 공병대 등을 개편한 해병대 4개 대대를 다바오 부근에 배치하여 지상전에 대비했다.
넓은 민다나오섬의 방위에 관하여 일본군은 지휘계통이 확립되지 못했다. 본래는 제35군 사령부가 총괄해야 했었지만, 제35군 사령부는 레이테섬에서 이동을 할 수 없는 사정에 빠져 있었다. 민다나오섬에 미군이 상륙한 후 3월 24일에야 세부에 도착했고, 카누에 나눠타고 네그로스섬을 통해 민다나오해 횡단을 시도했지만 연합군의 항공기와 무장 주정의 공격을 받아 4월 19일 군사령관 스즈키 중장은 전사했다. 군 참모장인 토모치카 미하루 소장만 민다나오섬에 합류할 수 있었다. 토모치카 소장은 섬을 장악하기 위해 노력했지만 성공하지 못했다.
또한 육군 항공 부대는 지상의 제35군과는 다른 계통에서 항공 부대만을 지휘하고 있었다. 네그로스섬 북부에서 전진해 온 제2비행사단장 테라다 즈미이치 중장의 지휘 하에 민다나오섬에는 약 8,000명의 인원과 전투기 1대를 가지고 있었다. 5월 14일에 제2비행사단 사령부가 97식 중폭격기에 수용된 17일 사단이 해체될 때까지 이 복잡한 지휘 계통이 남았다.
결국 제30사단 사령부와 제100사단 사령부가 각 담당 지역 내에 있는 항공대와 해군 부대를 함께 지휘하게 되었지만, 섬 전체에 통일적인 작전을 펼칠 수 없는 결과를 가져왔다. 이것은 일본인 민간인의 보호에 대해서도 충분한 조치를 할 수 없는 결과를 초래했다. 당시 민다나오섬에는 많은 일본인 민간인이 거주하고 있었다. 그 중 다수가 다바오에 살고 있었으며, 민다나오 전투가 시작된 시점에도 적어도 5000명 이상이 있었다.

## 전투

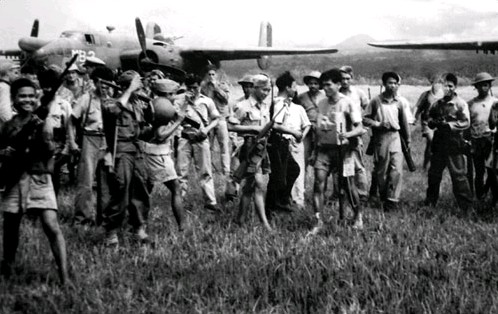
착륙한 미국 해병대의 B-25 폭격기와 환영하는 필리핀 게릴라 부대

### 삼보앙가 상륙
1945년 3월, 미군 사령부에 필리핀 게릴라가 민다나오섬 북부 서해안 디폴로그에서 임시로 비행장(현재의 디폴로그 공항)을 확보하고 있다는 보고가 들어왔다. 미국 육군은 즉시 제24보병 사단 제21보병 연대 2개 강화 중대를 보내고, 이들을 지키기 위해 해병대 항공 부대를 배치했다.
3월 7일, 미국 함대가 삼보앙가에 함포 사격을 시작했다. 3일간에 걸친 폭격으로 시가지는 완전히 소실되었다. 10일 항공 지원을 받은 미국 육군 제41사단 소속의 제162, 제163보병 연대가 삼보앙가 부근에 상륙했다. 일본군이 해안가 배치를 피했기 때문에 저항은 산발적이었고, 미군은 다음 날 11일 밤까지 도시와 공항을 포함한 평야를 점령할 수 있었다.
그러나 미군이 평야 배후의 구릉에 들어가면서 일본군 독립혼성 제54여단 주력과 해군 제33경비대 등의 격렬한 저항에 부딪쳤다. 일본군은 14일에는 포탄을 소진하고 물자가 부족한 상황이었음에도 불구하고 2주 가까이 미군의 전진을 막았다. 복잡한 지형의 영향으로 전차를 사용할 수 없었던 미군은 고전했지만, 23일에 방어선 중앙을 돌파한 후 3일간의 전투에서 일본군에 큰 타격을 주었다. 팔라완의 공략을 마친 제186보병 연대가 도착하여 제163보병 연대를 대신해 공격에 참가했다. 4월 1일에 일본군이 북쪽으로 퇴각하면서 삼보앙가 주변의 전투가 끝났다. 이 전투에서 일본군 독립 혼성 제54여단은 638명이 전사했고, 다른 부대도 대량의 인명손실이 발생했다. 미군도 220명의 전사자를 기록했다.
미군은 삼보앙가에 도착 즉시 공병대를 투입하여 여러 비행장을 정비했다. 이 비행장이 이후의 민다나오 전에서 항공 지원에 활약하게 되었다.
일본군 독립혼성 제54여단은 패주 중인 5월말에 유력한 미군 부대에 포위되어 여단장 호조 소장은 부대 해산을 명령하고 자결했다. 독립 혼성 제54여단의 생존자는 10월 투항한 시점에서 총 5,200명의 병력 중 1,200명이었다. 또한, 민다나오에 포함된 술루 제도도 제41사단의 일부에 의해 점령되었다. (자세한 내용은 술루 제도 전투 참조)

### 이라나 만 상륙

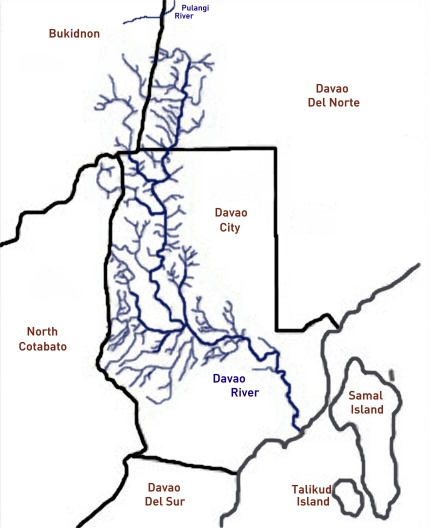
바다오 강 지도 (2009년 작성)

삼보앙가에 도착한 다음날인 3월 11일 민다나오섬 잔존 병력 진압 임무가 미군 제8군에 내려졌다. 주요 목표는 다바오 공략에 있었지만, 다바오에는 강력한 방어망이 구축되어 있을 것이라고 예측하여, 다바오에서 직선거리로 약 100km 떨어진 이라나 만 코타바토 부근에 상륙하기로 결정했다. 육로로 침공하여 다바오의 배후를 치겠다는 계획이었다.
4월 17일, 제78.2 임무부대의 엄호를 받은 미국 육군 제10군단의 제24보병 사단이 상륙했다. 이라나 만에는 일본군 제100사단의 독립 보병 제166대대 (제30사단에 배속 중) 밖에 배치되어 있지 않았고, 정면 대결은 불가능했다. 이라나 만 마라반에는 비행장이 정비되어 22일에는 해병대 기체 항공 작전을 시작했다. 제24보병 사단은 도로 외 민다나오 강을 타고 동진하면서, 교통의 요충지 카바칸을 장악하고, 일본군 제30사단과 제100사단을 분단했다.
미군의 예상대로, 다바오를 지키는 일본군은 해상 상륙에 대비한 방어 체제는 견고했지만, 육로에서의 공격은 전혀 예상하지 못했다. 미군의 상륙 정보를 받은 제100사단장의 하라다 중장은 반신반의했지만, 20일 코타바토에서 진격로에 있는 다바오 만 남부 디고스의 수비대에 뒤늦은 전투를 지시했다. 이어 26일 다바오의 육해군 부대에 방위 배치를 발령하고 민간인은 섬의 중앙부로 피신할 것을 지시했다.
4월 27일, 미군 제24 보병 사단이 다바오 만 디고스에 도착했다. 디고스에는 일본군 독립 보병 제163대대와 해병대 1개 대대 등이 배치되어 있었지만, 하라다 중장이 의도한 전투는 치루지 못했으며 아포산 중에 틀어 박혀 버렸다. 다바오 만을 북상한 미군은 4월 30일 다바오를 방어하는 일본군과 교전을 시작했지만 별다른 저항을 받지 않았고, 5월 3일에 다바오 시내로 진입할 수 있었다.
그 후, 다바오 시 교외에 배치된 일본군과의 사이에 전투가 벌어졌다. 다바오를 방어하는 일본군 육군 18,000명, 해군 5400명으로 병력은 많았지만, 제대로 된 전투 부대는 제100사단뿐이었다. 서서히 일본군은 북서쪽 산지로 압박해 갔다. 5월 29일, 일본군 제100사단 사령부는 다바오 강 상류로 철수시켰고, 6월 19일에는 전면 후퇴를 시작했다. 추격이 약해진 7월 상순부터 자활 태세에 들어갔고, 그대로 종전을 맞이했다. 다바오 지역에서 일본군 사망자는 육군이 12,000명, 해군 3400명이었으며, 4600명에 이르는 민간인 사망자도 발생했다. 이에 반해 미군 제24보병 사단의 손해는 6월에 주요 전투가 끝난 시점에서 전사 350명과 전상 1600명이었던 이외에 이후의 소탕전에서 제19보병 연대장 토마스 클리포드 대령이 전사했다.
그외 다바오 만에 남겨진 여러 일본군 소규모 부대에 대해서도 항공기와 어뢰정의 엄호 하에 주정 기동에 의한 소탕전이 진행되었다. 미군의 기록에 따르면, 400명 이상의 일본군이 전사하고 25명이 포로가 되었다. 미군의 피해는 사망자 27명이었다.

### 북부 전투
제24보병 사단에 이어 4월 22일에는 제31보병 사단이 이라나 만에 상륙했다. 그리고 제124 제155보병 연대를 북상시켜 다바오 방면과 병행하여 섬의 중앙부로 침공했다. 민다나오섬 중심부에서 북쪽까지 담당하는 일본군 부대는 제30사단이었다. 제30사단은 요격 부대로 보병 제74연대의 2개 대대와 공병대 제30연대 등을 남하시켜, 그 중 보병 제74연대 제1대대는 4월 27일 밤에 카바칸 부근에서 미군 제124 보병 연대와 포병 1개 대대와 치열한 조우전을 펼쳤다. 일본군이 다리 등을 철저하게 파괴했기 때문에 미군은 중화기를 신속하게 이동시킬 수 없었으며, 각지에서 보병끼리 근접 전투가 발발했다. 특히 마라마구 주변에서는 5월 7일 일본군 보병 제74연대 제3대대가 숲을 살린 매복 공격으로 112명을 잃었지만, 미군도 60명이 전사하고, 120명이 부상당하는 피해를 입었다. 그 후에도 5월 15일까지 공방이 이어졌고, 미군 제124 보병 연대에만 69명이 전사하고, 177명이 부상당하는 피해를 입었다.
5월 10일에는 북쪽의 카가얀데오로에서도 미군 제40보병 사단 소속의 제108보병 연대가 상륙했다. 이곳에 배치된 일본군 수색 제30연대 등이 응전했지만, 17일에는 퇴각을 할 수 밖에 없었다. 그리고 23일 이후 수색 제30연대는 통신이 두절되었다.
남북에서 협공을 받은 일본군 제30사단 주력은 6월 2일 동부 아구산 방면으로의 물러날 것을 결정하고 지구전을 꾀했다. 8월 1일에 아구산 강 유역의 와로에에 도달했지만, 이동 도중에 수많은 아사자와 병사자들이 생겨났다. 게다가 와로에 부근에는 6월 24일에 아구산 강 하구에 상륙하여 남하하고 있던 미군 제155보병 연대 1개 대대가 있었으며, 일본군은 이들에게도 공격을 받게 되었다. 제30사단은 와로에에서 더 남쪽으로 내려가 존슨에서 종전을 맞이했다. 제30사단 전체의 인명피해는 종전까지 전사 2500명, 병사 2100명, 행방불명 5600명에 달했다. 생존자는 약 3000명이었다.

## 결과
민다나오섬의 일본군 기지는 모두 연합군의 지배 하에 들어갔고, 일본군 수비대는 치명적인 타격을 받았다. 산으로 피신한 일본군과 일본계 민간인들은 식량 부족으로 고통 받다가 게릴라의 손에 의해 죽어갔다.
그러나 연합군의 전략적인 측면에서는 사실 별다른 의미가 없는 결과였다. 연합군의 군사적 목적 중 ‘일본군의 남방 항로의 차단’은 루손섬에 상륙하면서 이미 달성되었으며, 3월 중순의 남호작전 중단과 하순의 히 88J 선단의 전멸을 끝으로 남방 항로는 폐쇄되었다. 또 하나의 목적지인 네덜란드령 동인도 상륙 작전도 실시되지 못하고 끝났다.

## 같이 보기
- 일본의 군사사
- 필리핀의 역사